# إدارة الخزينة
إدارة الخزينة (أو عمليات الخزينة) هي إدارة ممتلكات الشركة من أجل تحقيق الهدف النهائي المتمثل في إدارة السيولة النقدية للشركة وتخفيف حدة المخاطر التشغيلية والمالية والمخاطر المتعلقة بالسمعة. وتتضمن أيضًا النشاطات المتعلقة بتحصيل الشركة ومصروفاتها وتجميعها واستثمارها وتمويلها. وتشتمل إدارة الخزينة في الشركات الكبرى على تداول الأوراق المالية والعملات والمشتقات المالية وإدارة المخاطر المالية المتعلقة بها. 
وتمتلك معظم المصارف أقسام كاملة مخصصة لإدارة الخزينة ودعم احتياجات العملاء في هذا المجال. وبدأت المصارف الصغيرة بشكل متزايد على توسيع برامج إدارة الخزينة ووظائفها، ويعود السبب إلى فرصة السوق التي أتاحتها البيئة الاقتصادية الحديثة (مع تركيز البنوك بكافة أحجامها على العملاء الذين تُوفر لهم أفضل الخدمات)، وتوافر مهنيون متمرسون في إدارة الخزينة والوصول إلى معايير الصناعة وخدمات مقدميّ تقنية الطرف الثالث وفقاَ لاحتياجات العملاء الصغار والاستثمار في التعليم وغير ذلك من الممارسات المثلى. ويتوفر عدد من أنظمة إدارة الخزينة المستقلة مما يسمح للشركات بإدارة الخزينة داخليًا. 
ويعد أحيانًا مصطلح إدارة الخزينة مرادفَا لمصطلح الإدارة النقدية بالنسبة للكيانات غير المصرفية، في حين أنه في الواقع يعد نطاق إدارة الخزينة أكبر لأنه يشتمل على أنشطة التمويل والاستثمار المذكورة أعلاه. وبشكلٍ عام، تخضع عمليات خزينة الشركة تحت إشراف المدير المالي أو نائب الرئيس أو مدير الشؤون المالية أو أمين الخزانة، ويديرها موظفي الخزانة أو المراقب المالي أو رئيس الحسابات بشكل يومي داخل الشركة.
قد تشتمل خزائن البنوك على الأقسام التالية:
•مكتب الدخل الثابت وسوق المال المخصص لبيع وشراء السندات ذات الفائدة. 
•مكتب صرف العملات الأجنبية المخصص ببيع وشراء العملات. 
•مكتب أسواق رأس المال والأسهم والذي يختص بالأسهم المدرجة في سوق الأوراق المالية. 
وتشتمل وظيفة الخزينة على مكتب إدارة الأصول والخصوم الذي يدير مخاطر السيولة وتقلبات سعر الفائدة، وعملية التسعير التحويلي والتجميع الذي يقوم بتحديد السيولة النقدية (فريق مبيعات الأصول) داخل البنك. 
وقد تكشف البنوك عن الأسعار التي تفرضها على منتجات الخزينة.

## الوظائف
تشمل المهام الأساسية المهمة لإدارة خزينة الشركات ما يلي: 

### إدارة النقد والسيولة
غالبًا ما توصف إدارة النقد والسيولة بأنها وظيفة الخزينة الأساسية، وبشكل عام، يجب أن تكون الشركة قادرة على الوفاء بالتزاماتها المالية عند استحقاقها مثل دفع رواتب الموظفين والموردين والمقرضين والمساهمين. ويمكن وصفه أيضًا بضرورة الحفاظ على السيولة أو الملاءة المالية للشركة، فتحتاج الشركة إلى الحصول على الموارد المالية المتاحة التي ستمكنها من ممارسة العمل، بالإضافة إلى التعامل مع عمليات الدفع. وتشمل إدارة النقد أيضًا التخطيط والتنظيم المحاسبي ومراقبة التدفق النقدي وإدارة الحسابات المصرفية والمعاملات المصرفية الإلكترونية والتجميع والتصفية بالإضافة إلى وظائف البنوك الداخلية. 

### إدارة المخاطر
إدارة المخاطر هي عملية إدارة المخاطر المالية للسماح للشركة بالوفاء بالتزاماتها المالية وضمان أداء الأعمال المتوقع. وتهدف إلى تحديد المخاطر التي قد تؤثر تأثيرًا كبيرًا على الأعمال وقياسها وإدارتها. ومن المهم معرفة أن الغرض ليس القضاء على جميع المخاطر؛ فالمخاطرة جزء مهم من أي عمل تجاري، فلا توجد أرباح بدون مخاطرة. ولكن من المهم تحمل المخاطر فقط في المجالات التي يتميز فيها العمل التجاري بميزة تنافسية. 
على سبيل المثال، سترغب شركة سيارات في تحمل المخاطرة في مجال التصميم والهندسة ولكنها تتجنب المخاطر في العملات وأسعار الفائدة. ومن ناحية أخرى، سيكون البنك في وضع يمكنه من المخاطرة بالعملات وأسعار الفائدة ولكنه سيتجنب المخاطر التشغيلية والتنظيمية. 
يتولى أمناء الخزينة مسؤولية إدارة:
مخاطر السيولة وهي عجز الشركة عن تمويل أعمالها أو عن الوفاء بالتزاماتها.
مخاطر السوق (أو مخاطر التسعير) هي المخاطر الناجمة عن تغير أسعار السوق (عادة ما تكون أسعار صرف العملات الأجنبية وأسعار الفائدة والسلع الأساسية) والتي تسبب خسائر في الأعمال التجارية.
مخاطر الائتمان وهي المخاطر الناجمة عن تقصير الطرف المقابل والذي يسبب خسائر في الأعمال التجارية.
مخاطر التشغيل وهي المخاطر الناجمة عن الاحتيال أو الخطأ الذي يتسبب في خسائر للأعمال التجارية.

### تمويل الشركات
ومن الأعمال الأساسية لأمين الخزينة الاتصال مع البنوك ووكالات التقييم والنقاش مع شركات التأمين الائتمانية والموردين بشأن المدة المتاحة للدفع والشراء والتمويل.

## اللائحة
أدت المخاوف بشأن المخاطر النظامية في مشتقات بورصات التبادل عبر شبكات الاتصال إلى موافقة قادة مجموعة العشرين على تنفيذ إصلاحات جديدة في عام 2015. وتنص هذه اللائحة الجديدة على وجوب طرح عقود مشتقات بورصات التبادل عبر شبكات الاتصال في البورصات الإلكترونية، وتتولى غرفة المقاصة والأطراف النظيرة مقاصتها مركزيًا.  ويجب أيضًا تقديم عمليات التداول وتقديرها اليومي إلى مستودعات التجارة المسموح بها، وجمع هوامش التغيير والحفاظ عليها.